# Волхов
Во́лхов — большая река на северо-западе Европейской части России, в Новгородской и Ленинградской областях.

## Географические сведения

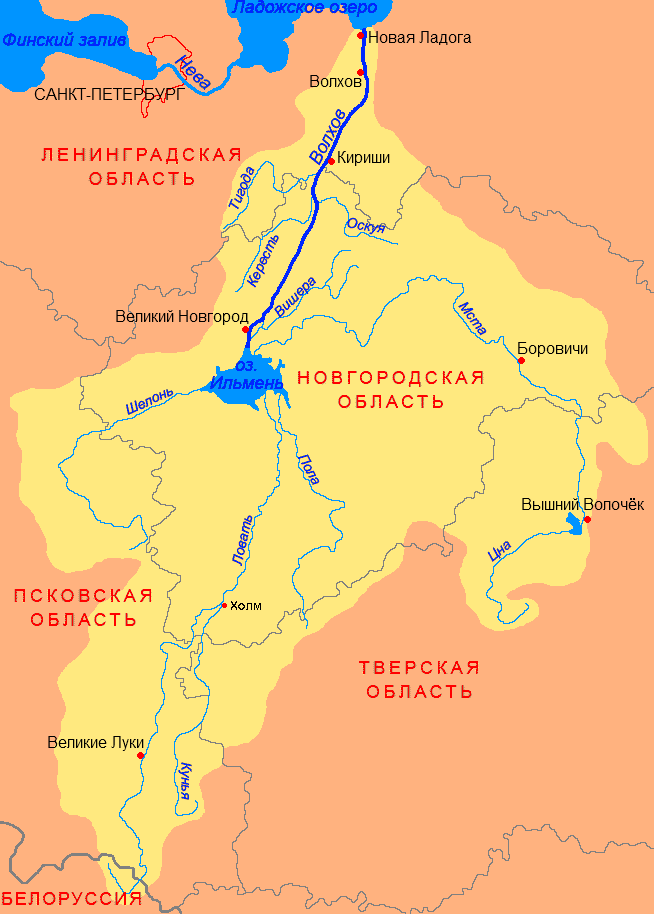
Бассейн Волхова и озера Ильмень

Единственная река, вытекающая из озера Ильмень. Волхов протекает по Приильменской низменности, впадает в Ладожское озеро. Длина реки — 224 км. Площадь водосборного бассейна Волхова — 80 200 км², из них 61 % относится к Новгородской области, 21 % лежит в пределах Псковской области, 10 % Тверской области и 8 % приходится на Ленинградскую область. Среднегодовой расход воды — 593 м³/с (по некоторым данным 586 м³/с). Ледостав с конца ноября по начало апреля. Судоходна, включена в перечень внутренних водных путей России на всём протяжении.
Севернее Рюрикова Городища в 2 км от озера Ильмень от основного русла Волхова отделяется правый рукав Малый Волховец, который вновь впадает в Волхов в районе Холопьего городка, образуя большой остров, на котором находится Торговая сторона Великого Новгорода. Современное начало Малого Волховца было ранее ручьём Жилоту́г, который имел в Волховец небольшую протоку. Раньше исток Малого Волховца находился несколько южнее, рядом с точкой, где начинается Сиверсов канал.
Главные притоки: справа — Вишера, Пчёвжа, Оскуя; слева — Кересть, Тигода.
На реке построена Волховская ГЭС (Ленинградская область).
На Волхове расположены (по течению): город Великий Новгород, микрорайон Кречевицы, посёлок Краснофарфорный, город Кириши, город Волхов, село Старая Ладога, город Новая Ладога.

## Притоки
лв. — левые; пр. — правые
- пр. 7 км: река Златынка
- лв. 15 км: река Елена
- пр. 36 км: река Жубка (Жульбинка)
- пр. 43 км: река Сестра
- лв. 45 км: река Сиглинка
- лв. 51 км: река Чаженка
- пр. 52 км: река Прусыня (Прусаня, Прузаня)
- лв. 64 км: река Влоя
- лв. 80 км: река Оломна
- пр. 82 км: река Черная
- пр. 91 км: река Велия
- лв. 100 км: река Тигода
- пр. 102 км: река Пчёвжа
- лв. 113 км: рукав Любунька
- пр. 118 км: река Ваволь
- пр. 118 км: река Оскуя (Оскуй)
- лв. 125 км: река Кересть
- пр. 134 км: река Выйка
- лв. 142 км: река Полисть
- лв. 143 км: река Глубочка
- пр. 147 км: река Соснинка
- пр. 148 км: река Выбро (Званка)
- лв. 150 км: река Дыменка
- лв. 161 км: ручей Большой Иглино
- пр. 168 км: река Осьма
- пр. 171 км: водоток канава Ложитовская
- пр. 202 км: ручей Робейка
- пр. 211 км: канал Сиверсов (Сиверский)
- лв. 211 км: река Питьба
- пр. 214 км: протока Малый Волховец

До 1960-х годов в Волхов южнее Перыни впадала речка Прость.

## Этимология
В древних новгородских источниках река носит название Волхово. И. Ю. Миккола выводит название реки из фин. Olhava, учитывая швед. Ålhava упоминаемое грамоте XVI века и фин. Olhavanjoki. Шилов предполагает образование Волхово от карельского, финского valk — «белый», с переходом лк в лх и с добавлением окончания -ово.
Народная этимология из книжной легенды XVII века «Сказание о Словене и Русе и городе Словенске» связывает название реки с именем старшего сына Словена — Волхва (Волхова).

## Исторические сведения

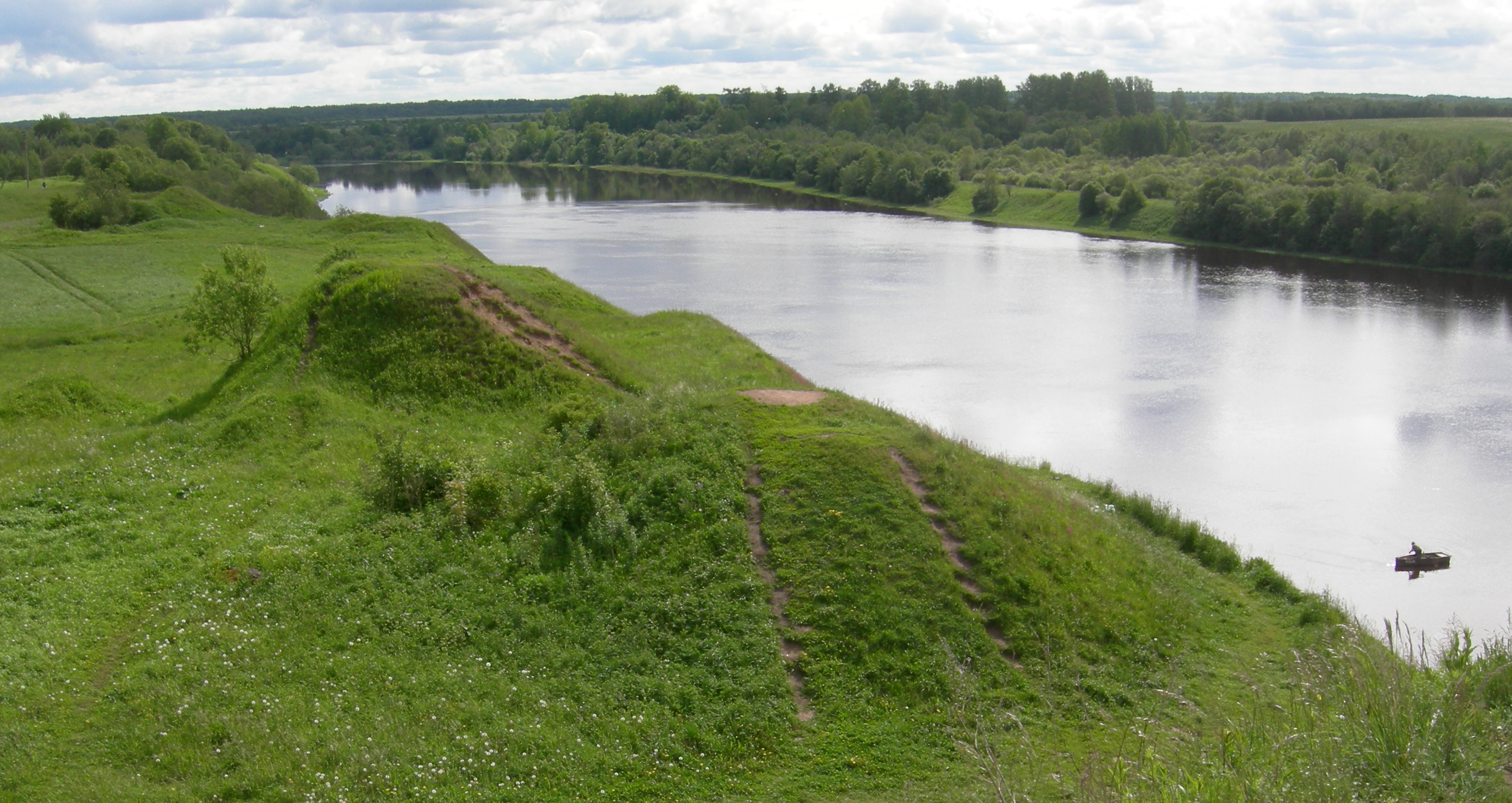
Древние курганы в Старой Ладоге

Около 2000 лет назад уровень воды в Волхове опустился ниже 10 метров абсолютной высоты. Территория будущей Старой Ладоги стала пригодна для заселения после дальнейшего снижения уровня воды не ранее середины I тысячелетия.
Под Земляным городищем Старой Ладоги распашка поверхности производилась на раскопе 4 не позднее или несколько ранее VI века, а на раскопе 3 — начиная со второй половины VII века — первой половины VIII века. Земледелие первых ладожан подтверждается находками зёрен пшеницы, ржи, ячменя, проса и конопли. Зачаточное славянское поселение могло возникнуть на Земляном городище около 700 года или даже ранее.
На месте бывшего устья реки Волхов на возвышенности правого берега в VIII—IX веках находилось славянское Любшанское городище, напротив которого на левом берегу варягами была построена Старая Ладога. Любшанская крепость была основана представителями оригинальной славянской культуры среднеевропейского происхождения. На левом берегу реки Волхов у деревни Городище Пчевского с/с на невысоком мысу находилось городище «Городище» — один из летописных «градов» новгородских словен, на окраине города Волхов находится городище Новые Дубовики. К IX—X векам славянское население уже плотно освоило верховья Волхова. Здесь, помимо погребальных курганов-сопок, находилось их центральное языческое капище в урочище Перынь, а также два городища: Рюриково городище и Холопий городок.
Волхов известен также как часть «Пути из варяг в греки».
В летописи неоднократно указывалось на то, что Волхов может течь «на възводье», то есть вспять. В частности это происходило в 1176 году:

Въ лѣто 6684 [1176]. Иде Вълхово опять на възводье по 5 днии.

Явление связано с подпором течения Волхова водами притоков при низком уровне воды в Ильмене. Оно может случаться и в наши дни — в апреле 2013 года движение реки остановилось.

## Переправы через Волхов
Великий Новгород:
- Великий мост[15][16] (исторический) — не существует. Первый деревянный мост, построенный в X веке, находился в 170 м к югу от современного пешеходного моста. После его поломки, в 100 м к северу от ветхого моста в XII веке был построен новый деревянный мост[17][18]
- Во время осады Новгорода в 1477—1478 годах в Городище располагалась ставка Ивана III, князь повелел архитектору Аристотелю Фьораванти навести на судах мост через Волхов от Городища к Юрьеву монастырь на левом берегу[19].
- Пешеходный мост
- Мост имени Александра Невского
- Колмовский мост
- Деревяницкий мост

От Новгорода до Чудова:
- Автомобильный мост по дороге М10 в деревне Котовицы (обход Великого Новгорода),
- Автомобильный мост по дороге М11 в деревне Ситно,
- Автомобильный мост по дороге Р53 между деревнями Селищи и Спасская Полисть,
- Железнодорожный двухпутный мост на железной дороге Санкт-Петербург—Москва (Волхов мост).

От Чудова до Киришей:
- Автомобильный мост по дороге Р36 между посёлком Краснофарфорный (в сторону Чудово) и Грузино,

Кириши:
- Двухполосный пятипролётный автомобильный мост,
- Однопутный четырёхпролётный железнодорожный металлический мост между остановочным пунктом Волхов пристань и станцией Кириши на железнодорожной линии Санкт-Петербург — Пестово — Москва,
- Четырёхпролётный мост-трубопровод,

От Киришей до Волхова
- Железнодорожный мост на участке между остановочным пунктом 6 км и станцией Куколь

Волхов:
- Плотина Волховской ГЭС,
- Железнодорожный мост на участке между станциями Волховстрой II и Волховстрой-1,
- Автомобильный мост,
- Автомобильный мост.

Ниже Волхова:
- Автомобильный мост между Симанковым и Плехановым,
- Автомобильный мост по дороге М18.

## Экология
В 2007 году воды Волхова характеризуются как загрязнённые (УКИЗВ — 2,81), что соответствует 3 классу качества (разряд «а»). В 2006 году воды также характеризовались как загрязнённые (УКИЗВ — 2,93).
Река Волхов является центром любительского рыболовства Новгородской области. В ней водятся: белоглазка, вьюн, густера, ёрш, жерех, карась, краснопёрка, лещ, линь, налим, окунь, плотва, синец, сом, судак, уклейка, щука.

## Подборка иллюстраций сВикисклада

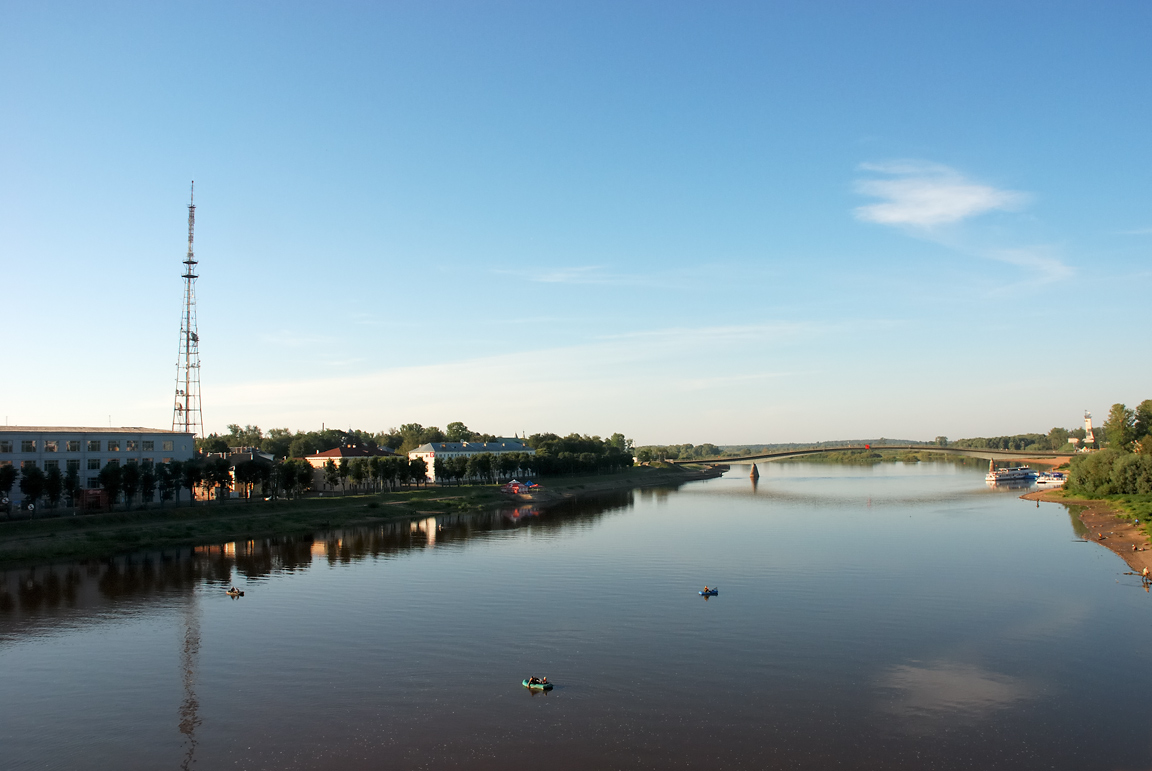
Пешеходный мост
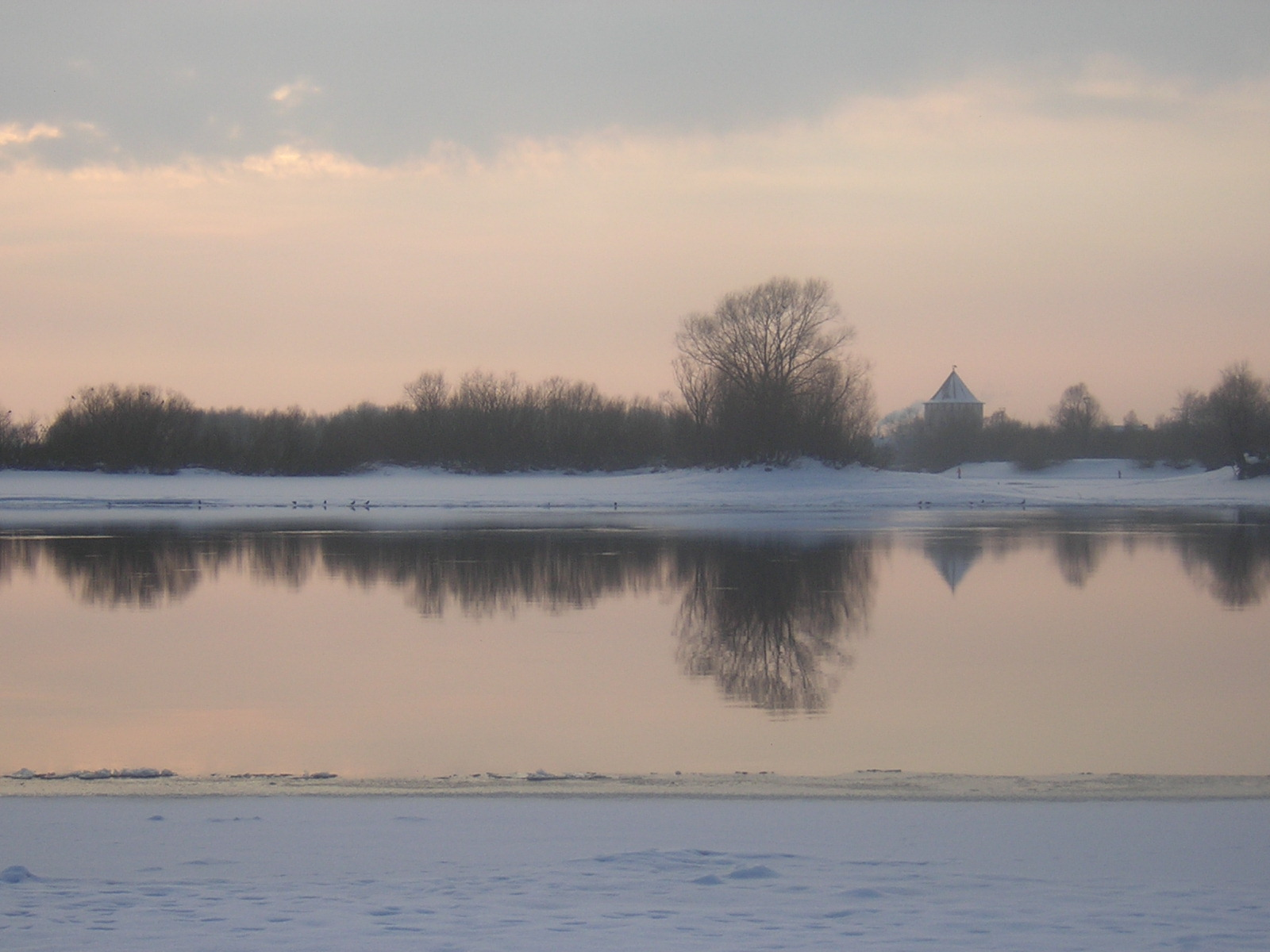
Зимний Волхов
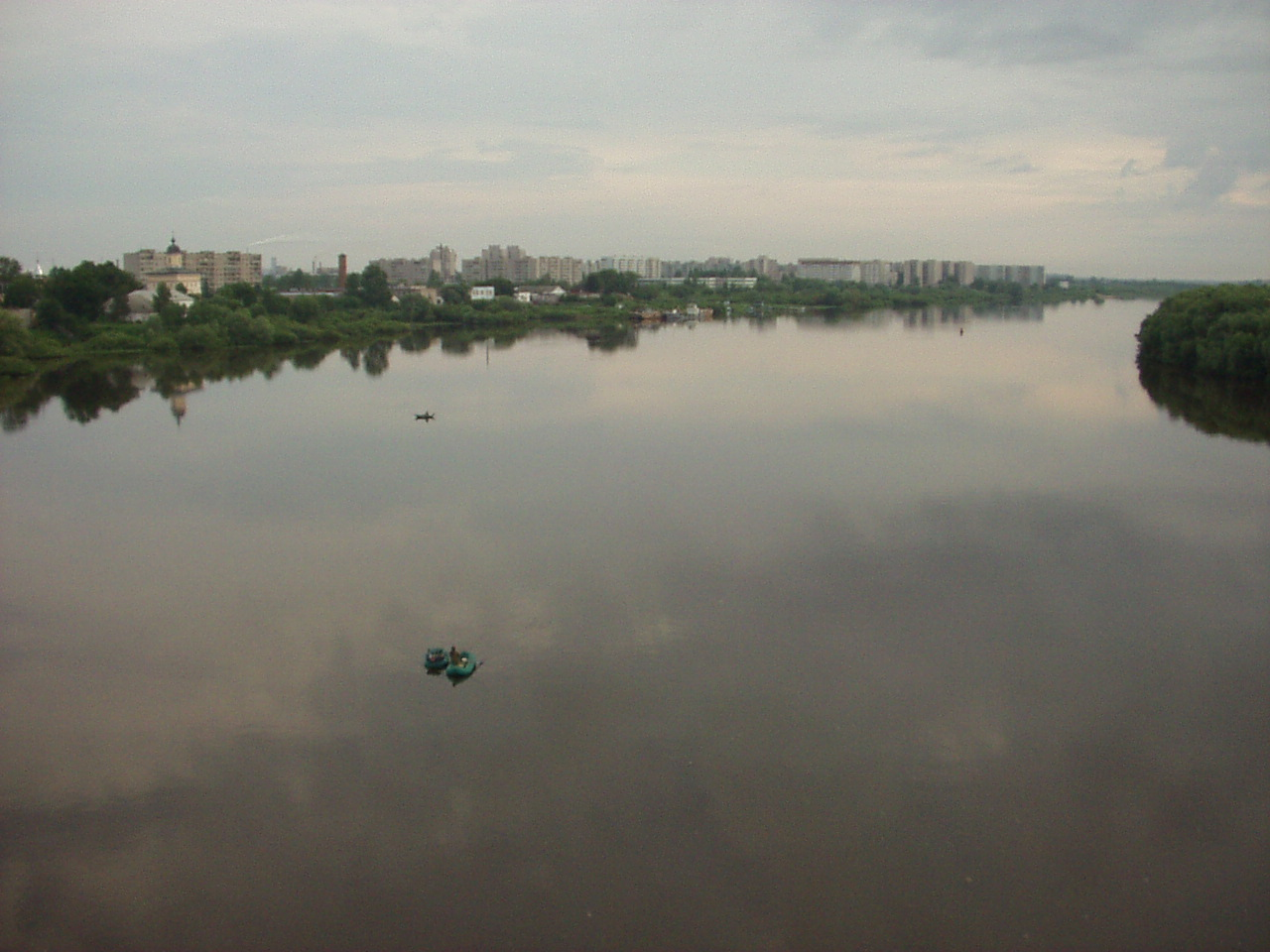
Вид с Колмовского моста
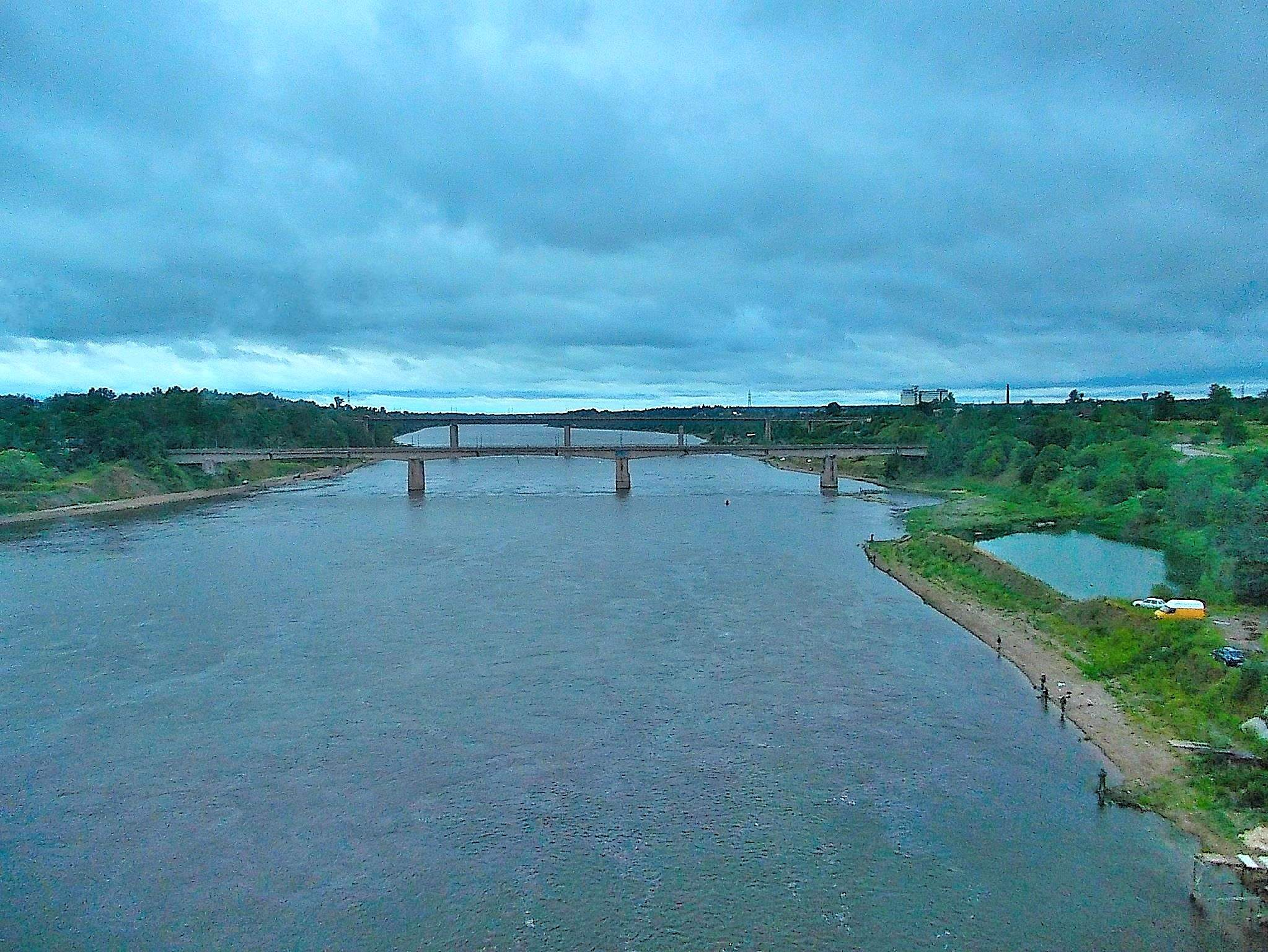
Река Волхов с железнодорожного моста в городе Волхов
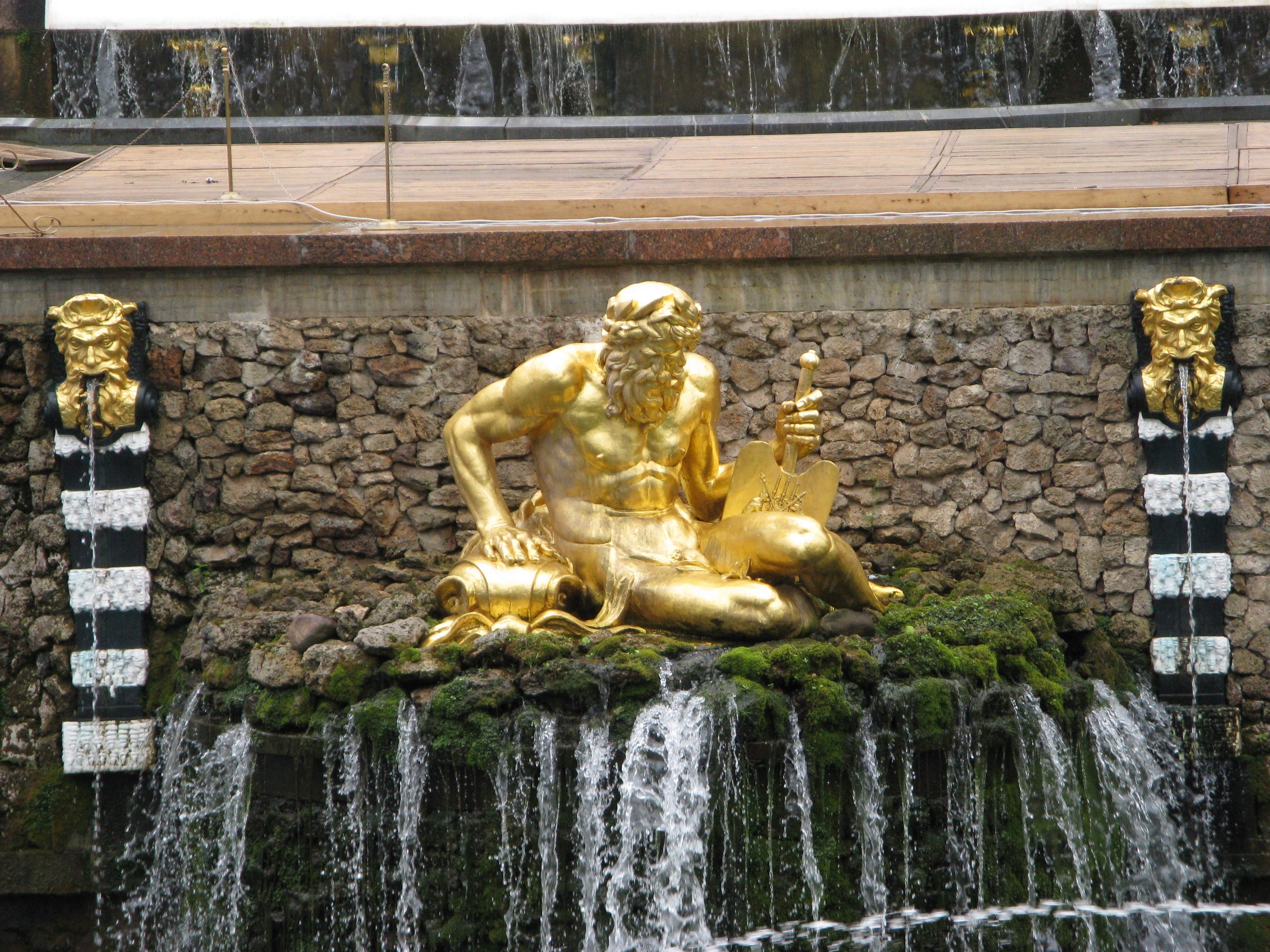
Скульптура «Волхов» в Петергофе. Старик держит в руке щит с гербом города Новгорода
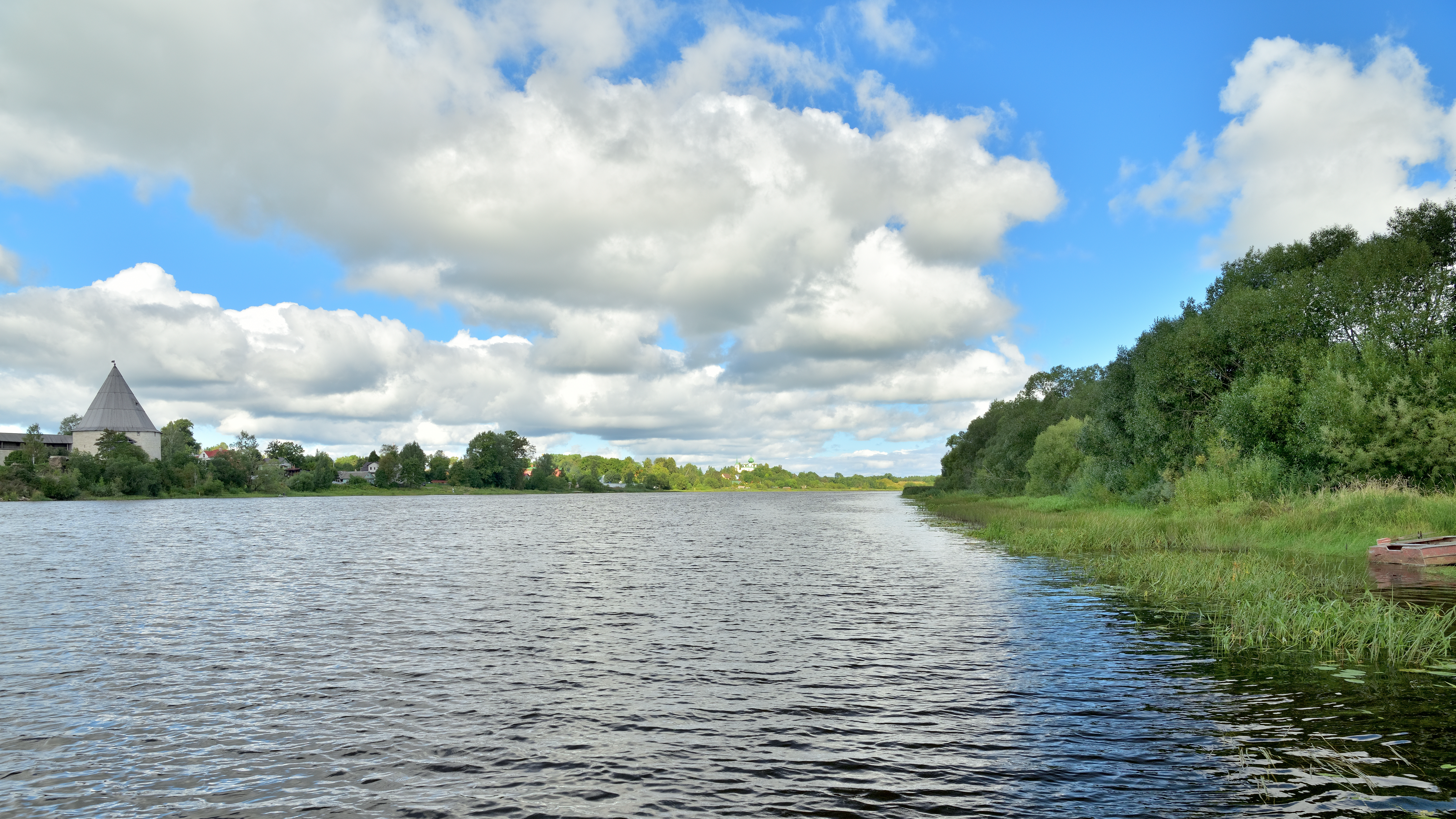
Река Волхов, вид вниз по течению на территории Памятника природы «Староладожский»
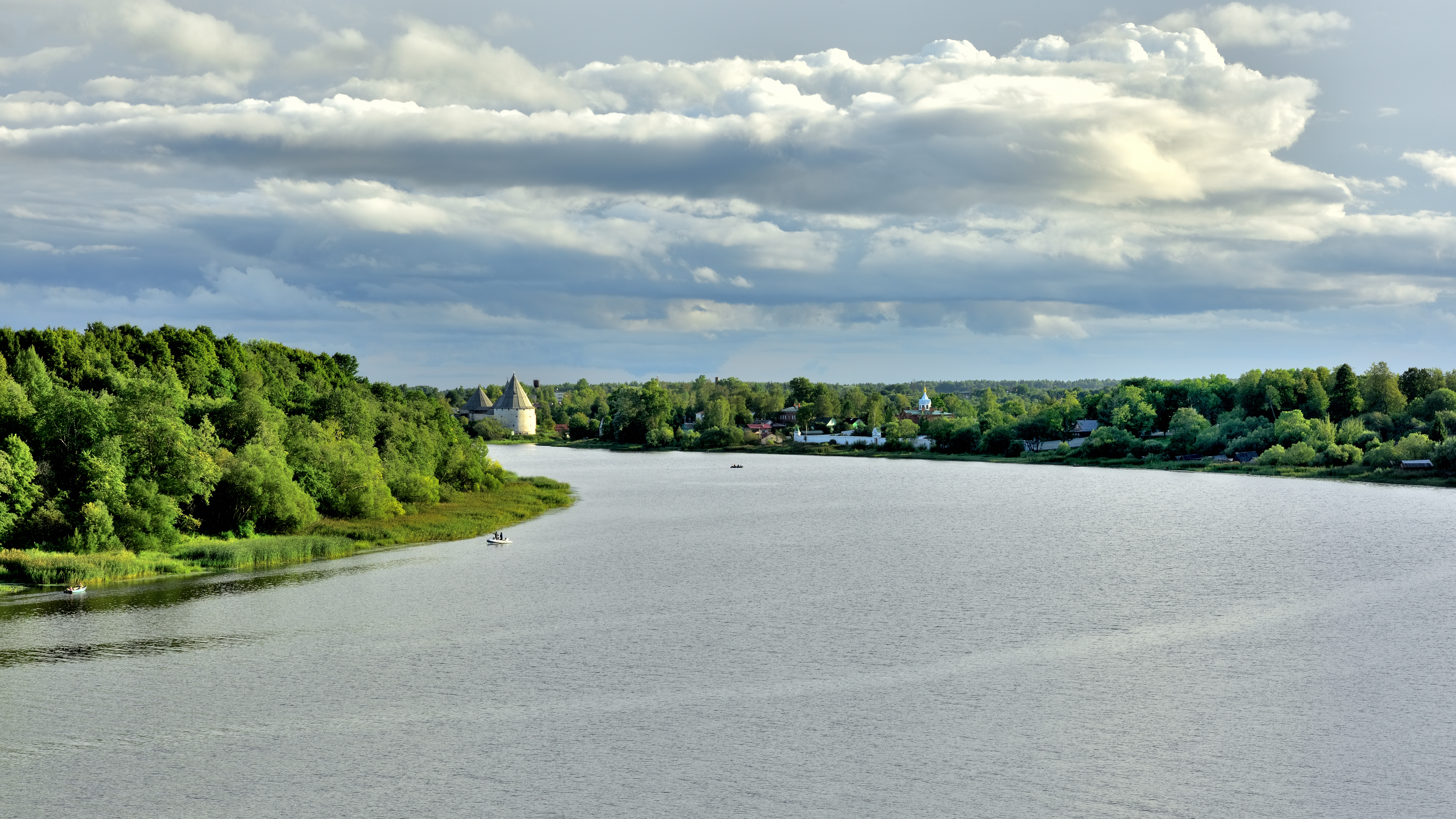
Берега реки Волхов в районе Старой Ладоги
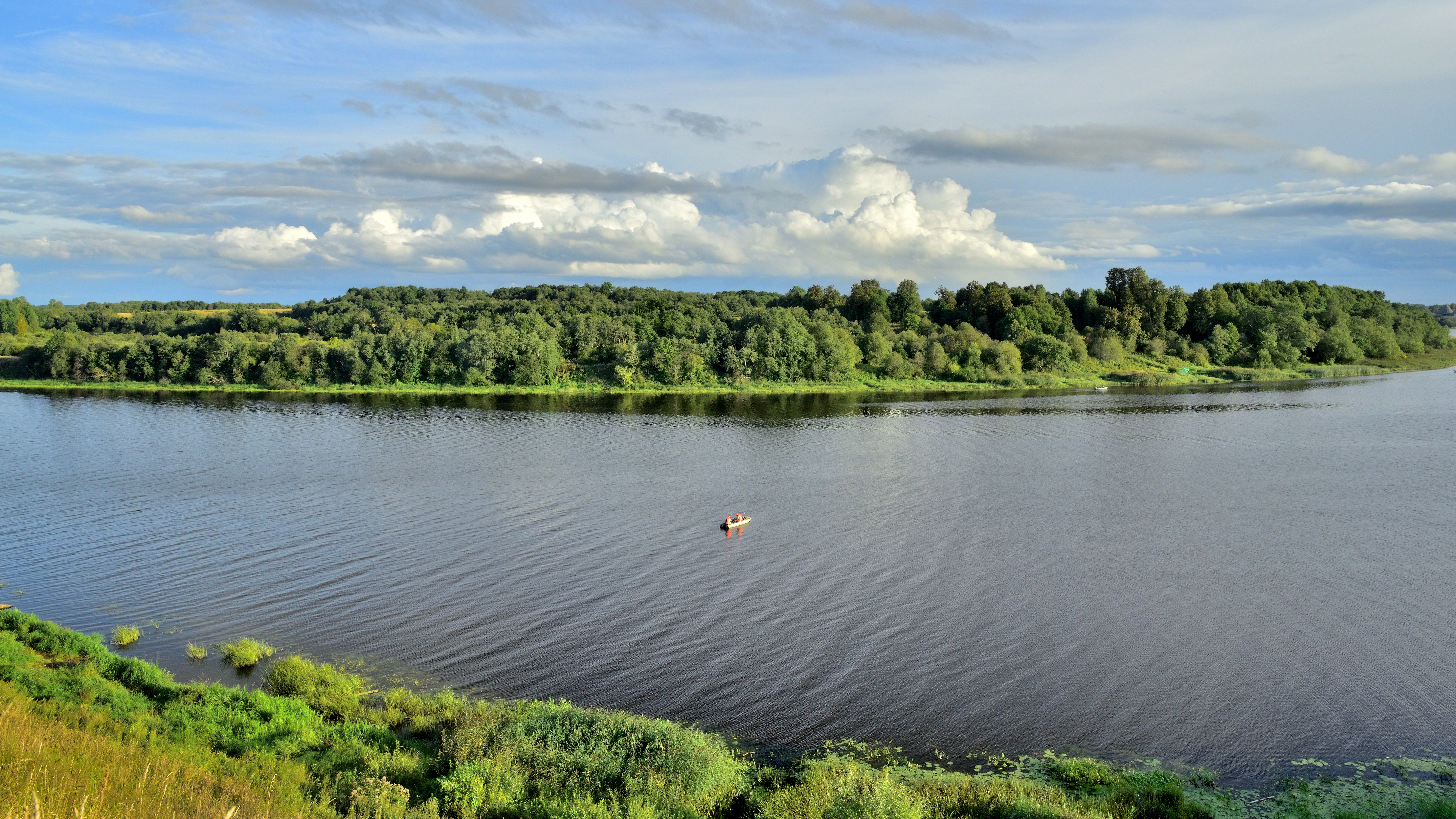
Одинокие рыбаки в лодке на реке Волхов в районе Старой Ладоги
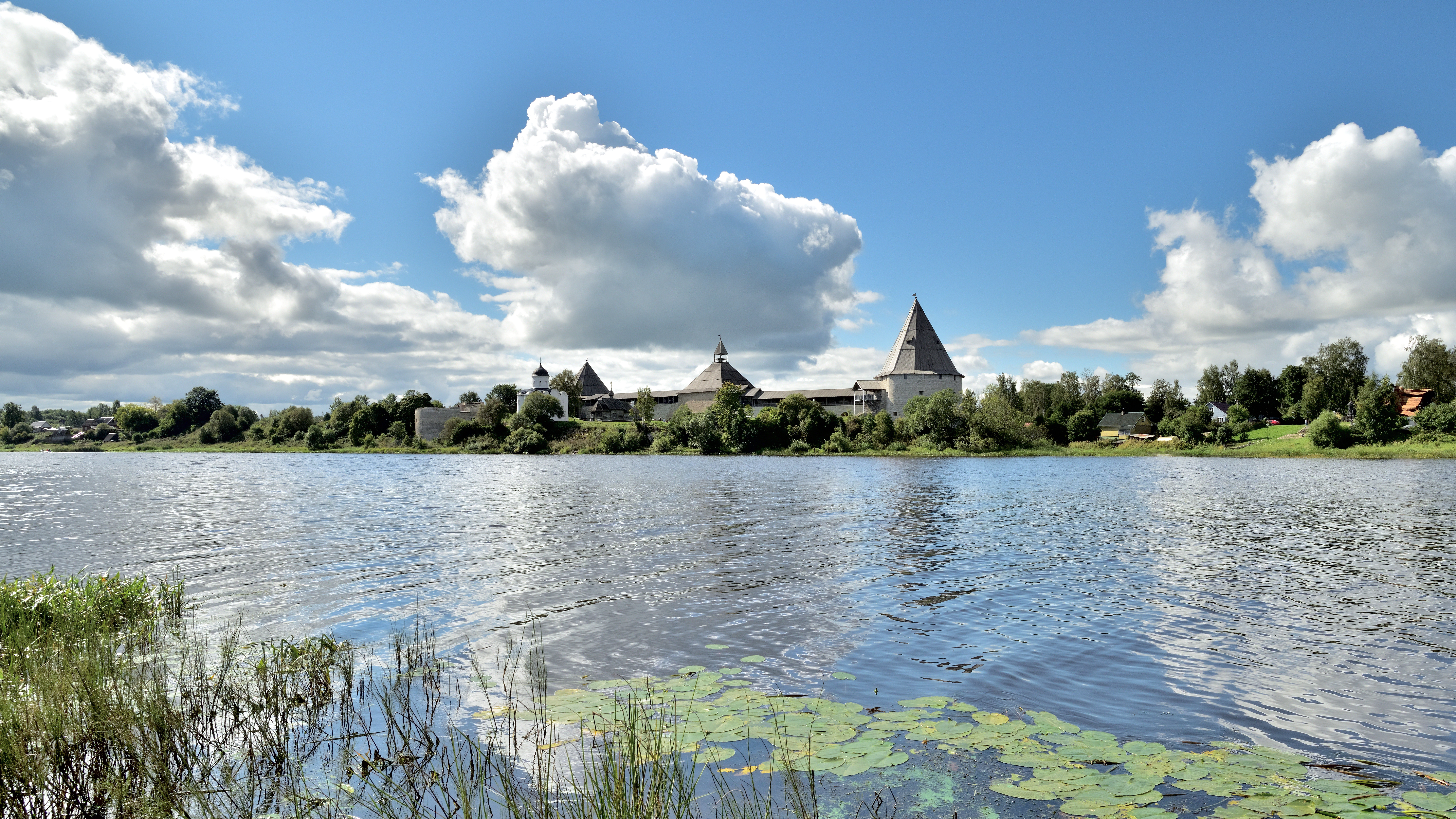
Панорама Ладожской крепости с восточного берега реки Волхов
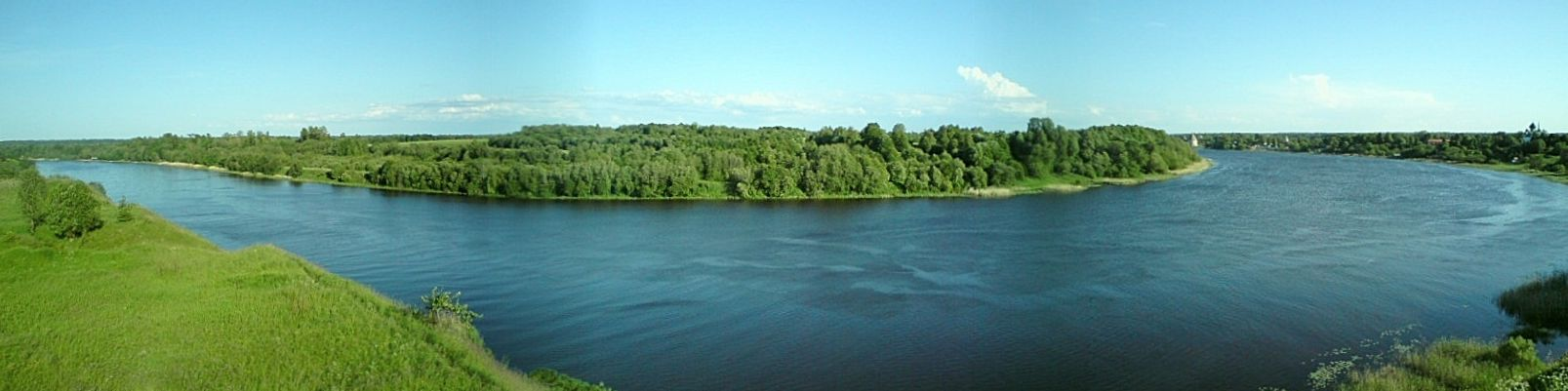
Панорама реки Волхов с курганов Олеговой могилы